# Tommy Allen
Thomas „Tommy“ Allen (* 1. Mai 1897 in Moxley; † 10. Mai 1968 in Castle Bromwich) war ein englischer Fußballspieler. Der Torhüter kam zwischen 1919 und 1934 zu 518 Einsätzen in den Spielklassen der Football League, den Großteil davon für den FC Southampton (291) und Coventry City (154).

## Karriere
Allen spielte während des Ersten Weltkriegs für eine Reihe von Klubs aus den West Midlands und war zeitweise als Amateur auch bei den Wolverhampton Wanderers registriert, für die er im März 1918 eine Partie in der Midland Victory League gegen Derby County bestritt. Als Repräsentant von Wednesbury bestritt er im März 1918 ein „Länderspiel“ gegen die Scottish Junior Football Association, die englische Auswahl bestand aus Spielern der Birmingham & District FA. Die Partie im Glasgower Firhill Park endete mit einer 1:2-Niederlage.
Zur Saison 1919/20, der ersten regulären Spielzeit nach Kriegsende, gehörte er dem Erstligisten AFC Sunderland an und kam in Konkurrenz zu Leslie Scott zu 19 Ligaeinsätzen. Durch einen administrativen Fehler versäumte Sunderland am Saisonende, Allens Registrierung bei der Football League aufrechtzuerhalten. Der FC Southampton, der Teil der neu geschaffenen Football League Third Division wurde, nutzte diesen Fauxpas und verpflichtete den talentierten Torhüter ablösefrei; Sunderlands Einspruch hiergegen war erfolglos.
Allen gab bereits im historisch ersten Football-League-Spiel des FC Southampton beim FC Gillingham sein Debüt und gab seinen Stammplatz die folgenden acht Spielzeiten nicht mehr ab. Nach einem zweiten Platz in der Saison 1920/21 wurde Southampton die folgende Saison 1921/22 aufgrund des besseren Torquotienten gegenüber Plymouth Argyle Staffelmeister und stieg in die Second Division auf. Entscheidend hierfür waren auch Allens Leistungen, der in allen 42 Ligaspielen zum Einsatz gekommen war und dabei nur 21 Gegentreffer kassierte, ein Saisonbestwert, der erst 1978/79 vom FC Liverpool unterboten wurde. In der Sommerpause 1925 kam es zu einem Disput zwischen Allen und dem Verein. Allen erwartete bei der Vertragsverlängerung für die Saison 1925/26 ein „Benefit“-Spiel angeboten zu bekommen, eine Partie für verdienstvolle Spieler, die die aus dem Spiel resultierenden Einnahmen behalten dürfen. Southampton hingegen reduzierte die Gehaltssumme, von 8 £ während der Saison und 6 £ in der Saisonpause, dem erlaubten Höchstlohn, auf 5 £ die Woche, mutmaßlich um mit den Einsparungen indirekt das „Benefit“-Spiel zu finanzieren. Allen weigerte sich daraufhin, den angebotenen Vertrag zu unterschreiben und wurde für 1000 £ auf die Transferliste gesetzt, sein Einspruch gegen die Höhe der Summe bei einem Ligakomitee blieb erfolglos. Ende Oktober unterzeichnete er schließlich doch den angebotenen Vertrag. In den Zweitligaspielzeiten platzierte sich der Klub regelmäßig im Mittelfeld der Tabelle, im FA Cup erreichte man in der Folge zwei Mal das Halbfinale und scheiterte jeweils in Spielen gegen Erstligisten an der Londoner Stamford Bridge: 1924/25 erwies sich Sheffield United als zu stark (Endstand 0:2), in der Spielzeit 1926/27 unterlag man dem FC Arsenal mit 1:2. Mit 291 Ligaeinsätzen ist Allen bis heute (Stand: 2020) Rekordtorhüter des FC Southampton.
Um näher bei seiner Familie sein zu können, kam er im Juni 1928 im Tausch für Bill Stoddart zum Süd-Drittdivisionär Coventry City, Allens Mannschaftskamerad Bill Henderson war ebenfalls Teil des Deals. In der Presse wurde er bei seiner Verpflichtung als „dünn, drahtig und agil, mit Armen die von Torpfosten zu Torpfosten zu reichen scheinen“ beschrieben. Entscheidend für den Wechsel war auch der Umstand, dass bei Coventry Wochen zuvor sein ehemaliger Southampton-Trainer Jimmy McIntyre das Traineramt übernommen hatte. Coventry hatte sich seit dem Beitritt zur Football League 1919 ausschließlich in der unteren Hälfte der Abschlusstabelle platziert, mit Allen, der sich umgehend als Stammtorhüter etablierte, gelangen in den folgenden beiden Spielzeiten ein 11. und 6. Platz und damit die bis dato besten Platzierungen. Die offensive Spielweise der Mannschaft bekam Allen, der wegen seines schlaksigen Erscheinungsbildes auch den Spitznamen „Shadow“ (dt. Schatten) trug, oftmals zu spüren. So stand er im März 1930 bei einer 2:10-Niederlage gegen Norwich City im Kasten, bis heute Coventrys höchste Liganiederlage der Vereinsgeschichte und in der Saison 1931/32, mit Harry Storer war ein neuer, offensivorientierter Trainer verantwortlich, hütete er in 33 von 46 Ligaspielen das Tor, als das Team mit 97 Gegentoren einen seither bestehenden vereinsinternen Negativrekord aufstellte.
Nach vier Spielzeiten und 154 Ligaeinsätzen wurde Allen im Sommer 1932 ein ablösefreier Wechsel gestattet und er schloss sich im August 1932 Accrington Stanley in der Third Division North an. Auch bei Accrington war Allen im Saisonverlauf Stammtorhüter und bestritt 35 von 42 Ligaspielen, als nach einem guten Saisonstart – Anfang Januar stand das Team noch auf dem sechsten Tabellenplatz – die Mannschaft bis Saisonende noch bis auf den 13. Tabellenplatz zurückfiel. Bedingt war dies auch durch den Umstand, dass Accrington den zweitniedrigsten Zuschauerschnitt aller Football-League-Klubs zu beklagen hatte und daher aus finanziellen Gründen im Saisonverlauf die Leistungsträger Ron Viner und George Walton abgeben musste. Am Saisonende endete Allens Zugehörigkeit.
Einen neuen Klub fand Allen Ende September 1933 wiederum in der Third Division South, als er ein einmonatiges Probetraining bei Northampton Town durchlief. Allen überzeugte dabei Trainer Jack English offenbar, sein Pflichtspieldebüt in Northamptons Tor gab er im November 1933 gegen seinen Ex-Klub Coventry, als er den bisherigen Stammtorhüter William Cave ersetzte. Trotz der 1:3-Niederlage erhielt Allen bis März den Vorzug vor Cave. Während in der Liga am Saisonende ein Platz im Tabellenmittelfeld belegt wurde, sorgte das Team im FA Cup 1933/34 für Aufsehen. Nach Siegen über die Ligakonkurrenten Exeter City und Torquay United schlug man in der dritten Runde im Wiederholungsspiel Allens Ex-Klub, den Zweitligisten FC Southampton. In der vierten Runde besiegte man auswärts den Erstliga-Tabellenführer, Huddersfield Town, zum damaligen Zeitpunkt eine der größten Überraschungen der FA-Cup-Historie. Erst der Zweitligist Preston North End stoppte im Achtelfinale Northamptons Lauf (Endstand 0:4). Allen hatte dabei in allen sechs Pokalpartien das Tor gehütet und bis zum Spiel gegen Preston lediglich ein Gegentor kassiert. Zum Saisonende hin kam Allen nochmals zu einer Reihe von Einsätzen, mit vier Siegen in Folge endete am 5. Mai 1934 nach einem 2:0-Erfolg über Cardiff City nach 518 Ligaeinsätzen seine langjährige Laufbahn in der Football League.
Seine Fußballerkarriere setzte er bei den Kidderminster Harriers in der Birmingham & District League fort, auch dort war er insbesondere in Pokalwettbewerben erfolgreich. Während in der Saison 1934/35 der Gewinn der Vizemeisterschaft gelang, holte man sich die Titel im Birmingham Senior Cup (2:0 gegen Nuneaton Town) und überraschend im Worcestershire Senior Cup. Im Finale wurde hierbei die Profielf des FC Walsall mit 2:0 geschlagen, Allen parierte dabei einen Strafstoß. In der Saison 1935/36 gelang gegen die Reserve von Aston Villa die Titelverteidigung im Worcestershire Cup, zudem schaffte der Klub erstmals in der Vereinsgeschichte den Einzug in die 2. Hauptrunde des FA Cups, dort scheiterte man mit 1:5 am AFC Workington. Im Sommer 1936 verließ er die Harriers wieder, seine Laufbahn setzte er ein halbes Jahr später zunächst beim FC Darlaston in der Birmingham Combination fort. Im Anschluss spielte er noch für Cradley Heath in der Birmingham & District League, im Dezember 1937 half er womöglich der Reservemannschaft des FC Walsall für eine Partie in der Birmingham Combination aus. Nach seiner Profilaufbahn wurde er in Coventry sesshaft.